# Шалит, Гилад
Гилад Шалит (ивр. גלעד שליטо файле‎, род. 28 августа 1986 года, Нагария, Западная Галилея, Израиль) — солдат Армии обороны Израиля, похищенный 25 июня 2006 года с территории Израиля террористическими организациями: Бригадой «Изз ад-Дин аль-Кассам» (военное крыло террористической организации ХАМАС), Комитетами народного сопротивления (в которые входят члены ФАТХ, Палестинского исламского джихада и ХАМАС) и Армией Ислама, и удерживавшийся в качестве заложника движением ХАМАС. На момент похищения был в звании рав-турай (капрал).
18 октября 2011 года, после пяти лет и четырёх месяцев заключения, Гилад был освобождён и передан соотечественникам в рамках сделки в обмен на 1027 палестинских заключённых, более 400 из которых осуждены израильским судом по обвинению в терроризме и убийстве около 600 израильтян. В день освобождения ему было присвоено звание рав-самаль (старшина).

## Биография
Гилад Шалит родился 28 августа 1986 года в городке Нагария, в семье Ноама и Авивы Шалит.
Прадед Гилада Шалита погиб в годы Холокоста. Дедушка Гилада, Цви Шалит родился во Львове, в возрасте 6 лет с мамой и двумя сёстрами приехал в Палестину. В июне 1946 года он окончил мореходное училище в Хайфе и призвался в Королевский военно-морской флот Великобритании. За границей он познакомился с Яэль, которая репатриировалась из Франции. Спустя два года они поженились. Цви привез Яэль в Палестину. 28 июня 1954 года у четы появились на свет близнецы: Йоэль и Ноам — будущий отец Гилада Шалита. В 1972 году братья призвались в Армию Обороны Израиля. Первенец Йоэль служил механиком в 188-й танковой бригаде, а Ноам — в 35-й бригаде ВДВ. 7 октября 1973 года, через сутки после начала Войны Судного дня, Йоэль погиб в боях при Хушнии. Спустя 6 лет погиб племянник Цви Шалита, Изар Фронт.
Отец Гилада Шалита, Ноам, работал управляющим в компании ISCAR. Мать, Авива, работает в Обществе охраны природы Израиля. Как и родители, Гилад имеет израильское и французское гражданство; женат с 23 июня 2021 года на Ницан Шабат.
Когда Гиладу было семь месяцев, его родители переселились в Мицпе-Хила. Гилад — средний сын в семье. У него есть старший брат Йоэль (ивр. יואל‎), который учится в университете Хайфы, и младшая сестра Хадас (ивр. הדס‎), ученица средней школы. Шалит с отличием окончил среднюю школу в Кабри в 2004 году. В детстве и ранней юности он увлекался баскетболом и другими видами спорта. В школе ему хорошо давались математика и точные науки, его любимым предметом была физика.
Гилад с детства мечтал попасть в ту танковую часть, в которой служил его дядя, Йоэль. Весной 2005 года он был призван на службу в Армию обороны Израиля (АОИ) и добровольно выбрал службу в боевой части, несмотря на «низкий медицинский профиль».

### Почётное гражданство
Гилад Шалит является почётным гражданином нескольких городов, таких как Питтсбург, Балтимор, Париж, Новый Орлеан, Рим, Майами и Львов.
В Париже открыта мемориальная доска в честь освобождения Гилада Шалита.

## Похищение

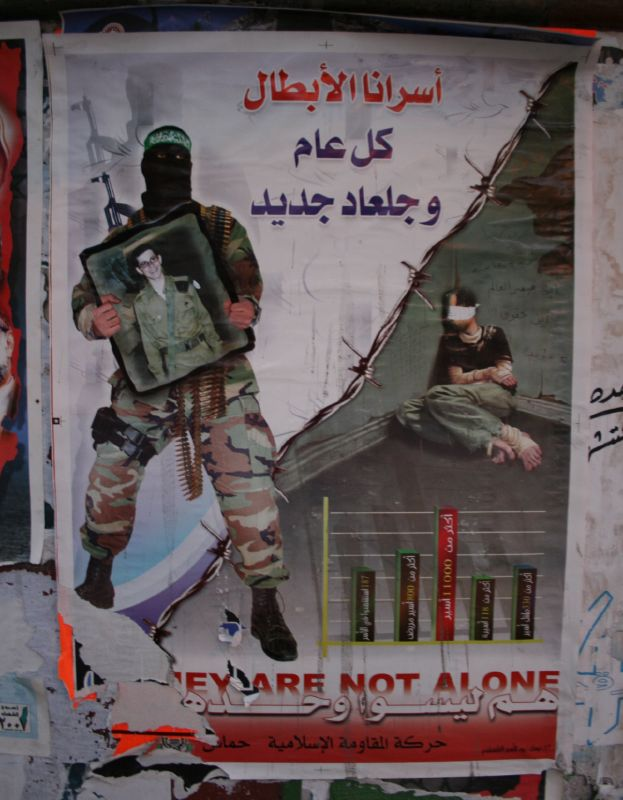
Гилад Шалит на постере ХАМАС,
Наблус 7 мая 2007

Согласно данным пресс-службы АОИ, ранним утром воскресенья 25 июня 2006 года палестинские боевики проникли на территорию Израиля вблизи кибуца Керем-Шалом по прорытому с территории сектора Газа подземному тоннелю длиной 700—800 м, из которых 300 м находились на территории Израиля. «Производя обстрел противотанковыми и миномётными снарядами, террористы разделились на три группы. Все группы одновременно начали атаку на позиции ЦАХАЛ, запуская противотанковые снаряды, взрывая заряды взрывчатки, бросая гранаты по направлению танка, бронетранспортера и дозорного поста. Одна из противотанковых ракет попала в танк и оглушила солдат, находившихся в нём».
Несмотря на имевшееся предупреждение о готовившемся теракте, блокпост оказался не готов к нему: многие солдаты спали на постах. Согласно агентству «Дебка» и пресс-службе АОИ, в результате попадания ракеты в танк члены экипажа танка, Ханан Барак и Павел Слуцкер, были убиты, а водитель, сержант Рои Амитай — ранен. По словам самого Рои Амитая, в результате попадания ракеты Барак и Слуцкер были контужены взрывом, и «не могли оказать сопротивление» террористам, а сам он был ранен осколками гранаты, брошенной внутрь танка. Согласно радиостанции «Коль Исраэль» и газете «Коммерсантъ», «террористы выволокли раненых солдат из танка и расстреляли их в упор, взяв с собой Гилада Шалита, который мог идти». Позже Гилад Шалит признал, что не оказывал сопротивления боевикам и не пытался вступить с ними в бой, а сдался в плен. Также были ранены два других солдата, находившиеся на дозорном посту. В перестрелке с солдатами были убиты два террориста. Позже, во время прочёсывания местности подразделениями АОИ, террористы взорвали несколько зарядов взрывчатки, что привело к ранению ещё троих солдат. У Шалита была сломана левая рука и легко ранено плечо.
В тот же день в Самарии, террористы похитили и убили жителя поселения Итамар Элиягу Ашери. Позже его обгоревшее тело было найдено возле Рамаллы, после того, как удалось задержать одного из убийц, который указал, где закопано тело Элиягу. Убийцами оказались полицейские ПНА, «делегированные в полицию „Батальонами мучеников Аль-Аксы“» (ФАТХ).
На следующий день, 26 июня 2006 года, похитители Шалита предложили предоставить информацию о его местонахождении, если Израиль согласится освободить всех палестинских женщин-заключенных и всех палестинских заключенных в возрасте до 18 лет, удерживаемых без предъявления обвинений. Это заявление поступило от бригады «Изз ад-Дин аль-Кассам» (военное крыло организации ХАМАС), Комитетов народного сопротивления (в которые входят члены ФАТХ, Палестинского исламского джихада и ХАМАС), и ранее неизвестной группы Армия Ислама. 14 июня 2007 года радиостанция АОИ опубликовала доклад, в котором говорилось о том, что 24 июня 2006 года армия получила предупреждение о готовящейся атаке. Согласно докладу, израильские силы безопасности вошли в сектор Газа 24 июня 2006 года и задержали двух братьев — членов ХАМАС. В докладе говорилось, что братья были переданы в Израиль для допросов, и что добытая информация послужила основой для конкретных предупреждений о том, что боевики попытаются проникнуть в Израиль через подземные лазы, чтобы захватить солдат, дислоцированных вблизи сектора Газа.
Один из лидеров Хамас, Абу Джибрил Шимали, по израильским данным, ответственный за координацию похищения Шалита, был убит в ходе противостояния Хамас и группировки «Джунд ансар Алла» в секторе Газа в августе 2009 года. После освобождения Шалита появилась информация об Ахмеде Джабари, одном из Лидеров ХАМАС, спланировавшем и осуществившем теракт.

## Попытка освобождения
Израильские войска вошли в Хан-Юнис 28 июня 2006 года, чтобы найти Шалита. По словам Дэвида Зигеля, пресс-секретаря израильского посольства в Вашингтоне, «Израиль сделал все, что мог, исчерпав все дипломатические возможности и предоставив Махмуду Аббасу возможность вернуть похищенного израильского солдата… Эта операция может быть прекращена немедленно, в зависимости от освобождения Гилада Шалита.». В тот же день, четыре израильских самолёта пролетели над дворцом президента Сирии Башара Асада в Латакии, а представитель ЦАХАЛа заявил, что Израиль рассматривает сирийское руководство в качестве спонсора ХАМАС. В результате операции найти Шалита не удалось.
29 июня командующий южного военного округа, генерал Йоав Галант, подтвердил, что Шалит все ещё находился в Газе. Министр юстиции Израиля Хаим Рамон добавил, что Шалит скорее всего находится в южной части Газы. Военный корреспондент израильского управления телерадиовещания заявил, что Шалит был в плену в Рафахе, и что не было признаков того, что он был ещё жив. Тем не менее, представитель ЦАХАЛа, бригадный генерал Мири Регев сказала: «мы не уверены, что его держат на юге сектора Газа … [а только в том], что он удерживается в секторе Газа».
1 июля Британская вещательная компания BBC сообщила, что сломанную руку и плечо Шалита лечил палестинский врач. Израильские государственные органы пригрозили, что «небо упадет», если Шалиту будет нанесён вред.
В тот же день похитители Шалита выдвинули дополнительные требования по освобождению 1 000 палестинских заключённых (в дополнение к предыдущим требованиям об освобождении женщин и молодых заключённых), и выводу израильских войск из сектора Газа. Два дня спустя похитители выдвинули 24-часовой ультиматум для удовлетворения своих требований, угрожая неопределёнными последствиями, если Израиль откажется от его выполнения. Через несколько часов после ультиматума, Израиль официально отклонил требования, заявив, что: «не будет никаких переговоров по освобождению заключённых».

## Дипломатические усилия

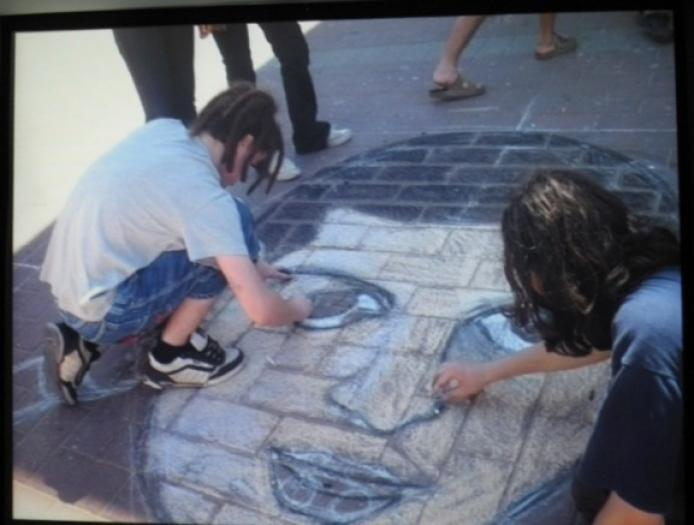
«Свободу Гиладу», рисунки на асфальте

После захвата Шалита, папский нунций в Израиле, архиепископ Антонио Франко, предпринял неудачную попытку добиться освобождения Шалита через приход католической церкви в Газе.
В сентябре 2006 года, египетские посредники получили письмо Шалита, в котором он писал, что жив и здоров. Графологическая экспертиза почерка подтвердила авторство этого письма. В октябре 2006 года, власти Египта сообщили, что ведут переговоры с ХАМАС от имени Израиля по поводу освобождения Шалита.
28 октября 2006 года, Комитеты народного сопротивления сказали в своем заявлении, что все три стороны согласились на предложение египетских посредников об освобождении Шалита. Комитеты не предоставили подробностей, но сказали, что египетское предложение будет включать в себя освобождение палестинцев, удерживаемых Израилем. Впервые после захвата Шалита, палестинские группировки показали, что его освобождение может состояться.
В ноябре 2006 года лидер ХАМАСа Халед Машаль отметил, что Шалит жив и находится в добром здравии.
9 января 2007 года, Абу Муджахед, представитель захватчиков, утверждал, что Шалиту «не было причинено никакого ущерба… Он находится на лечении в соответствии с исламскими ценностями, регулирующими обращение с военнопленными». Тем не менее, он пригрозил: «Мы сумели сохранить солдата в плену в течение шести месяцев, и мы без проблем сможем удерживать его в течение многих лет».
17 января 2007 года, глава Армии Ислама Мумтаз Дормуш, заявил, что ответственность за похищение Шалита лежит исключительно на ХАМАС. 8 марта 2007 года Jerusalem Post сообщил, что было достигнуто соглашение с ХАМАС по числу заключенных, которых Израиль освободит в обмен на Шалита. Израиль и ХАМАС продолжали вести переговоры о конкретных заключенных, которых ХАМАС хочет освободить в обмен на Шалита
.
7 апреля 2007 года сообщалось, что похитители Шалита передали в Израиль с помощью египетских посредников список палестинских заключенных, которых они хотели освободить. В список вошли около 1 300 имен, некоторые из которых были высокопоставленными членами ФАТХ.
25 июня 2007 года, через год после захвата Шалита, военное крыло ХАМАС, «Изз ад-Дин аль-Кассам», опубликовало аудиозапись, на которой Шалит передаёт сообщение для семьи, друзей, израильского правительства и армии, и просит договориться о сделке по обмену заключёнными, и добиться его освобождения. Шалит заявил, что состояние его здоровья ухудшается, и ему нужна немедленная и длительная госпитализация.
4 февраля 2008 года было сообщено, что ХАМАС послал семье Шалита второе письмо, написанное им самим. Почерк Шалита был подтверждён.
В апреле 2008 года отец Гилада Шалита, Ноам, встретился с бывшим президентом США Джимми Картером в течение визита Картера в Израиль. Картер планировал позже посетить Халеда Машаля в Дамаске. Ноам Шалит заявил, что тот факт, что Картер не считается сторонником Израиля, может быть полезным в деле освобождения сына. В результате посредничества Картера, ХАМАС пообещал отправить семье Шалита третье письмо. 9 июня 2008 года было сообщено, что ХАМАС сдержал обещания. Почерк Шалита был подтверждён.
12 августа 2008 года, ХАМАС заявил, что приостанавливает переговоры об освобождении Шалита, требуя полного снятия израильской осады. Это решение разозлило Египет, посредника в переговороах об освобождении Шалита. ХАМАС критиковал Египет в связи с тем, что в обмен на освобождение Шалита предлагалось открыть границу в Рафиахе, с чем ХАМАС был не согласен.
20 августа 2008 года, в ходе брифинга в Совете Безопасности ООН, заместитель Генерального секретаря ООН попытался связать решение об освобождении 200 палестинских заключенных с этим случаем, но представитель ХАМАС увидел в этом попытку укрепления палестинских внутренних разногласий, так как освобождались только те заключённые, которые были лояльны группировке ФАТХ.
11 мая 2010 года президент России Дмитрий Медведев призвал освободить Гилада Шалита «как можно скорее». Он выступил с этим заявлением на встрече с лидерами ХАМАС в Дамаске. «Президент России призвал решить проблему освобождения израильского гражданина Гилада Шалита как можно скорее», сказала пресс-секретарь Президента, Наталья Тимакова. Россия является единственной страной, которая имеет возможность вести прямой диалог с ХАМАС. Лидер ХАМАС, Халед Машаль, сказал, что они будут рассматривать вопрос об освобождении солдата только в том случае, если Израиль возобновит переговоры об освобождении палестинских заключенных.
Председатель Палестинской автономии Махмуд Аббас призвал к освобождению Шалита на пресс-конференции с участием Президента Германии Кристиана Вульфа.

### Требования и переговоры об освобождении
ХАМАС отказывался от просьб Международного комитета Красного Креста о том, чтобы представители МККК посетили Шалита, и утверждал, что любой такой визит может выдать место, где Шалит находится в плену. Несколько организаций по правам человека заявили, что сроки и условия содержания Шалита противоречат международному гуманитарному праву. С момента захвата Шалита от него были получены три письма, аудиокассеты и DVD, которые Израиль получил в обмен на освобождение 20 палестинских женщин-заключенных.
Миссия ООН по установлению фактов конфликта в Секторе Газа, опубликовавшая свой отчёт в сентябре 2009 года, призвала к освобождению Шалита.
К лету 2009 года давление на ХАМАС возобновилось. В частности, 23 июня члены организаций «Движение за освобождение Гилада Шалита» и «Кибуцное Движение» заблокировали контрольно-пропускные пункты на границе с Газой. Они требовали допустить к Шалиту представителей Красного Креста, обещая в противном случае, блокировать допуск в Газу любых грузов кроме гуманитарных и не допускать представителей Красного Креста и родственников на свидания к заключенным в тюрьмах Израиля членам ХАМАС. Объединение перевозчиков Израиля поддержало требования протестующих и обратилось ко всем компаниям с просьбой прекратить на один день завоз товаров и продуктов питания в Газу.
В феврале 2010 года отец Шалита обвинил США в блокировании переговоров об освобождении сына.
7 июня 2010 года из порта Герцлия в сторону сектора Газа направилась флотилия «Free Shalit» («Свободу Шалиту!») из 11 судов. Перед стартом судов выступила лидер оппозиции Ципи Ливни. Конечным пунктом маршрута выбран Ашдод. В походе флотилии приняли участие около двухсот пятидесяти человек. Главной задачей этой акции было напомнить мировому сообществу о судьбе Гилада Шалита.
В обмен на его освобождение, ХАМАС требовал освобождения 1000 заключенных — палестинцев, отбывающих тюремное заключение в Израиле, а также всех женщин и несовершеннолетних палестинцев, осужденных и отбывающих наказание. Нетаньяху ответил, что он готов отпустить  палестинских заключенных в обмен на Шалита, но лидеры ХАМАС освобождены не будут.
При посредничестве Египта в начале 2011 года, переговоры между правительством Израиля, в лице Дэвида Мейдан, и ХАМАС, в лице Ахмеда Джабари продолжились. Га-Арец сообщил, что Мейдан предложил сделку по обмену заключёнными и пригрозил, что если ХАМАС отклонит это предложение, то обмена не будет. ХАМАС ответил на это предупреждение, что такие переговоры могут привести к «исчезновению» Шалита. Основным камнем преткновения в переговорах между сторонами по освобождению Шалита было требование ХАМАС об освобождении Марвана Баргути, отбывающего наказание в пять пожизненных сроков в Израиле за убийство, и других лидеров группировки ХАМАС. Также израильтяне отказались передать Абдуллу Баргути по прозвищу «Инженер», который отбывал 67 пожизненных сроков за теракты с использованием взрывчатых веществ. В них погибло 60 человек, и было ранено более 500.
27 мая 2011 года итоговой декларацией саммита в Довиле представители стран Большой восьмёрки также потребовали освобождения Шалита.

## Заметные события 2008—2011 годов
В начале декабря 2008 года, во время демонстрации в городе Газа, член группировки ХАМАС, загримированный под Шалита, участвовал в параде милиционеров ХАМАС. Отказ ХАМАС вести переговоры о статусе Шалита или хотя бы представить дополнительную информацию о его местонахождении обострил напряжение между Израилем и ХАМАС в период действия соглашения о временном прекращении огня, принятого в июне 2008 года.
В начале войны в Газе, ХАМАС утверждал, что Шалит был ранен израильским огнём. 11 января 2009 года Абу Марзук, заместитель начальника политического министерства ХАМАС, рассказал газете Аль-Хаят, что «Шалит, возможно, был ранен, а может быть нет. Эта тема нас больше не интересует. Нас не интересует его самочувствие, и мы не выделяем для него никаких специальных охранников, поскольку ему и так хорошо, как коту, или меньше [sic]».
22 января 2009 года, Израиль объявил, что готов обменять палестинцев, содержащихся в израильских тюрьмах на Шалита в рамках долгосрочного перемирия после трехнедельной военной операции в секторе Газа. 26 января 2009 года стало известно, что Израиль предлагал освободить  заключенных в обмен на Шалита. 16 марта 2009 года стало известно, что заключение сделки по обмену палестинских заключённых на Шалита близко к завершению, и команде переговорщиков было настоятельно предложено завершить сделку. Израиль согласился освободить более 1 000 палестинских заключенных, но всё равно возникли разногласия с похитителями по поводу количества заключенных. Переговоры зашли в тупик, когда речь зашла об освобождении 450 особо важных заключенных. В мае 2009 года президент Шимон Перес пригласил семью Шалита встретиться с папой Бенедиктом XVI в резиденции президента в Иерусалиме.
В июне 2009 года израильская группа по правам человека Бецелем опубликовала объявление в газете Западного берега реки Иордан Аль-Кудс, призывая ХАМАС освободить Шалита «немедленно и безусловно», однако ежедневная газета Палестина, выходящая в Газе, по словам пресс-секретаря Бецелем отказалась это печатать. В июле 2009 года ХАМАС в секторе Газа запустил серию телевизионных трансляций коротких мультфильмов, которые изображали Шалита прикованным к стене тюремной камеры, и умолявшим палестинского мальчика освободить его. Мальчик отказывался, говоря, что у него есть родственники в израильских тюрьмах.
В июле 2009 года, Ноам Шалит, отец Гилада, свидетельствовал перед комитетом Голдстоуна, который расследовал от имени Организации Объединённых Наций противозаконные действия боевиков во время войны в Газе. Шалит сообщил Комитету, что его сын жил без прав человека три года, и что никто, в том числе Красный Крест, не знает, что с ним случилось.
Jerusalem Post сообщила о фотографиях, на которых дети на выпускной церемонии в летнем лагере ХАМАС воспроизводили похищение Шалита. На этих фотографиях был также запечатлён Усама Мазини, старший политический чиновник ХАМАС, отвечающий за переговоры с Израилем о Шалите.
30 сентября 2009 года Израиль сообщил, что освобождает 20 палестинских женщин-заключенных в обмен на видео с доказательством, что Шалит ещё жив. Обмен состоялся успешно 2 октября 2009 года.
ХАМАС передал в Израиль видеоролик продолжительностью 2 минуты 40 секунд. Старшие офицеры ЦАХАЛа, министр обороны Эхуд Барак, и премьер-министр Биньямин Нетаньяху просмотрели эти кадры, после чего Барак поговорил с отцом Гилада Ноамом и его дедушкой Цви по телефону. Видео было отправлено Шалиту домой для семейного просмотра. Члены израильской переговорной команды также просмотрели эти кадры, чтобы убедиться в том, что они соответствуют требованиям Израиля, в первую очередь в отношении того, как давно оно было снято. Это видео, единственный визуальный контакт с Шалитом, было показано по израильскому телевидению. На видео Шалит сидел в кресле в пустой комнате, худой и измождённый, но в целом здоровый. Он обратился к Нетаньяху и родителям, и вспоминал о времени, проведённом в кругу семьи. В конце видео, он заявил: «моджахеды Изз ад-Дин аль-Кассам лечат меня очень хорошо». Во время видео он показал газету от 14 сентября 2009 года.
Израиль перевёл 19 палестинских женщин, содержащихся под стражей в тюрьме Адарим возле Нетании, в тюрьмы Офер и Шикма, до их окончательного освобождения. Как только стало известно, что видео устраивает Израиль, задержанные были освобождены и перевезены на Западный берег р. Иордан автомобилями Красного Креста. Управление тюрем Израиля планировало освободить ещё одну женщину, но потом оказалось, что она уже была выпущена за хорошее поведение. Ей нашли замену в лице другой палестинской заключённой и выпустили её на свободу 3 июня 2010 года.

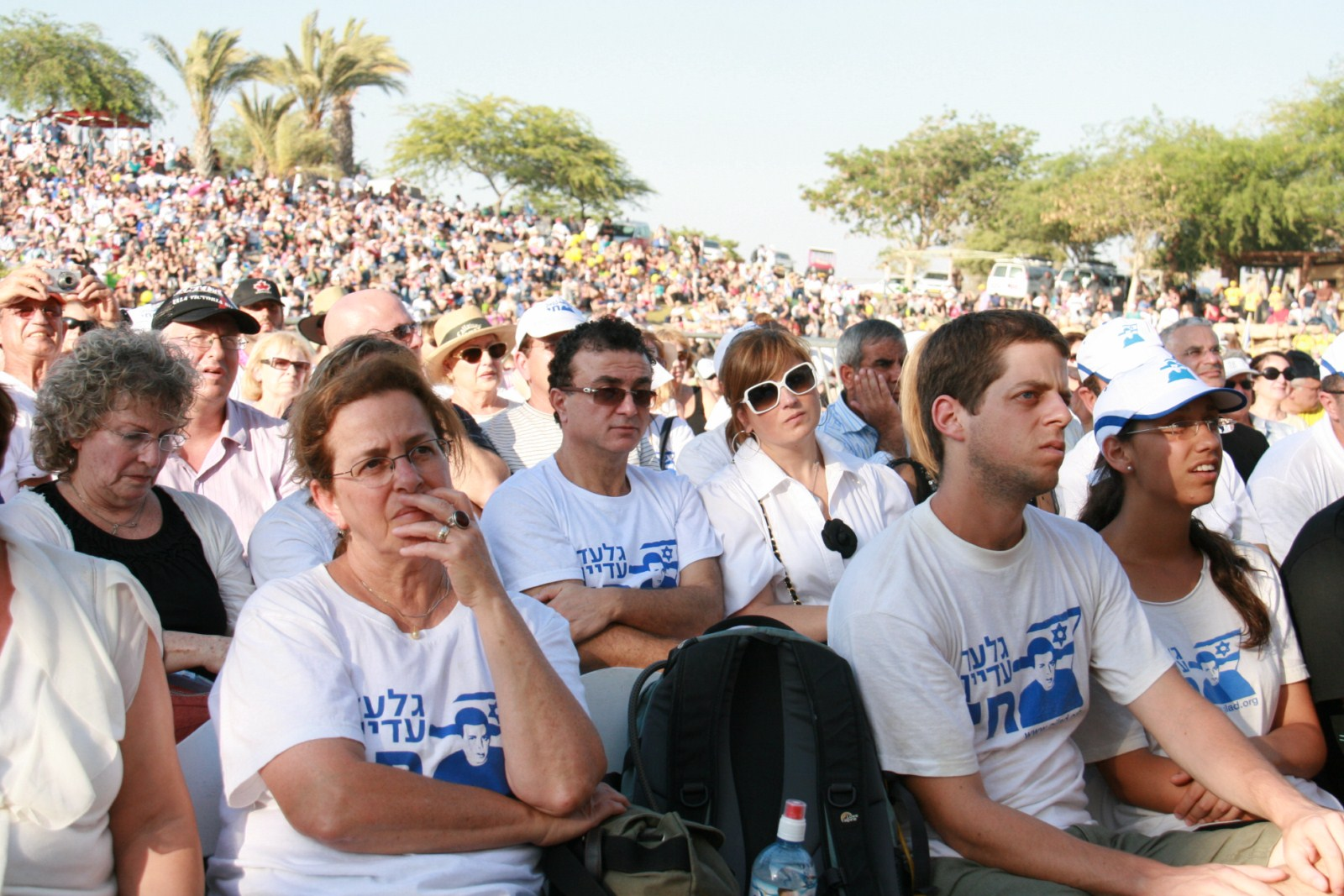
Мать Шалита и его брат на благотворительном концерте Израильского филармонического оркестра

В 2010 году, по крайней мере два собора в Швейцарии гасили свои огни на несколько минут в знак солидарности с Шалитом. На четвертую годовщину похищения Шалита были отключены огни Колизея. Но было много свечей у стен Старого города в Иерусалиме.
В конце июня 2010 года, родители Шалита организовали марш из родного города Шалита в резиденцию премьер-министра в Иерусалиме, и к ним присоединились около 10 000 человек. Родители заявили, что не пойдут домой, пока Гилад не будет освобожден. После того, как на пятый день марша, он достиг Хадеры, Израиль выразил готовность заключить сделку по обмену заключёнными после проведения переговоров при посредничестве Германии. По условиям сделки, ХАМАС должен был отпустить Шалита, а Израиль — освободить 1 000 палестинских заключенных. Однако Израиль заявил, что отпущенным палестинцам будет запрещён въезд на Западный берег р. Иордан, так как оттуда им легко будет добраться к израильским городам. Израиль также отказывался освободить «архи-террористов» как часть сделки. ХАМАС отвечал, что проблема не в количестве, а в том, кого именно Израиль был готов освободить. ХАМАС потребовал, чтобы Израиль выпустил 450 заключенных в тюрьмах по обвинениям в терроризме, но Израиль не согласился освободить большинство из них. По этому поводу премьер-министр Израиля Биньямин Нетаньяху сказал, что Израиль был готов заплатить высокую цену за Шалита, «но не любой ценой». Дедушка Шалита, Цви, назвал эти комментарии «смертным приговором» для Шалита. За освобождение Шалита выступали также Бар Рафаэли и Зубин Мета.
Когда 8 июля марш в поддержку освобождения Гилада Шалита вошел в Иерусалим, он был встречен группой протестующих с плакатами «Гилад — не любой ценой» и «Не поддавайтесь террору». Протестующие повязали на руки красные ленточки, символизирующие кровь возможных будущих жертв террора в результате какого-либо обмена Шалита на террористов.
Родители Шалита разбили палатку у входа в резиденцию премьер-министра в Иерусалиме, в которой поклялись оставаться до тех пор, пока их сын не будет освобожден. Они провели в ней больше года, и здесь их навещали политики разных стран, выражая поддержку в их борьбе.
В октябре 2010 года ХАМАС заявил, что попытка найти Шалита сорвана. Сотрудник военного крыла ХАМАС, обслуживающий рации делегации ХАМАС, был заподозрен в сотрудничестве с израильскими спецслужбами..
В конце ноября 2010 года, председатель ПА Махмуд Аббас призвал к освобождению Шалита, сравнивая его положение с заключенными, содержащимися в израильских тюрьмах..
В июне 2011 года, президент Франции Николя Саркози и канцлер Германии Ангела Меркель, на совместной пресс-конференции, выступили с призывом об освобождении Шалита. Это произошло после того, как отец Шалита, Ноам, подал иск во Франции, чтобы расследовать похищение своего сына, имеющего двойное (израильское и французское) гражданство.

## Заключение сделки по освобождению Гилада Шалита
11 октября 2011 года «Аль-Арабия» впервые сообщила, что Израиль и ХАМАС достигли соглашения о выдаче Гилада Шалита. Поздним вечером 11 октября Кабинет министров Израиля 26 голосами против 3 утвердил сделку по освобождению Шалита. В обмен на его освобождение «Израиль выпустит 1027 заключенных, около 400 из них отбывают пожизненные сроки наказания за самые страшные террористические акты в истории страны».

### История обменных сделок
Заключённая сделка по обмену Гилада Шалита не была первой в истории Израиля. В прошлом им уже несколько раз заключались подобные неравноценные сделки, например:
- 23 ноября 1983 года Израиль освободил 4765 заключенных лагеря «Ансар» и ещё 65 палестинцев, находившихся в израильских тюрьмах, в обмен на возвращение 6 израильских солдат.
- в 1985 году правительство Шимона Переса заключило с руководством Народного фронта освобождения Палестины сделку, получившую название «сделки Джибриля». За 3 попавших в плен в Ливане израильских солдат — Йосефа Грофа, Нисима Салема и Хези Шая, Израиль освободил 1150 палестинских заключенных. Согласно условиям сделки, на свободу вышел шейх Ахмед Ясин, который впоследствии возглавил «Движение исламского сопротивления» (ХАМАС), а также Джибриль Раджуб (один из лидеров ФАТХа). Освобождённые в ходе сделки террористы сыграли ключевую роль в начавшейся в 1987 году первой интифаде.
- в 2004 году за тела трёх солдат, похищенных четырьмя годами ранее в ходе теракта на горе Дов, и похищенного «Хезболлой» бывшего полковника военной разведки Эльханана Танненбаума, Израиль освободил 436 заключенных[110][111].

### Обмен

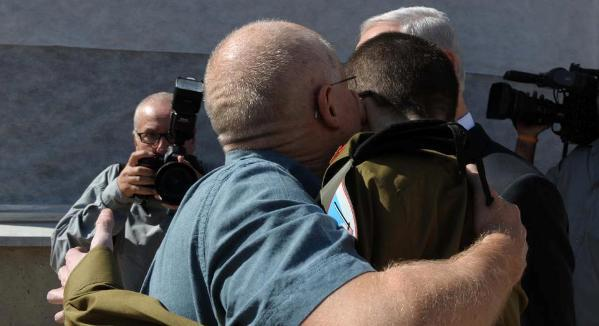
Первая за пять лет встреча отца с сыном, 18 октября 2011

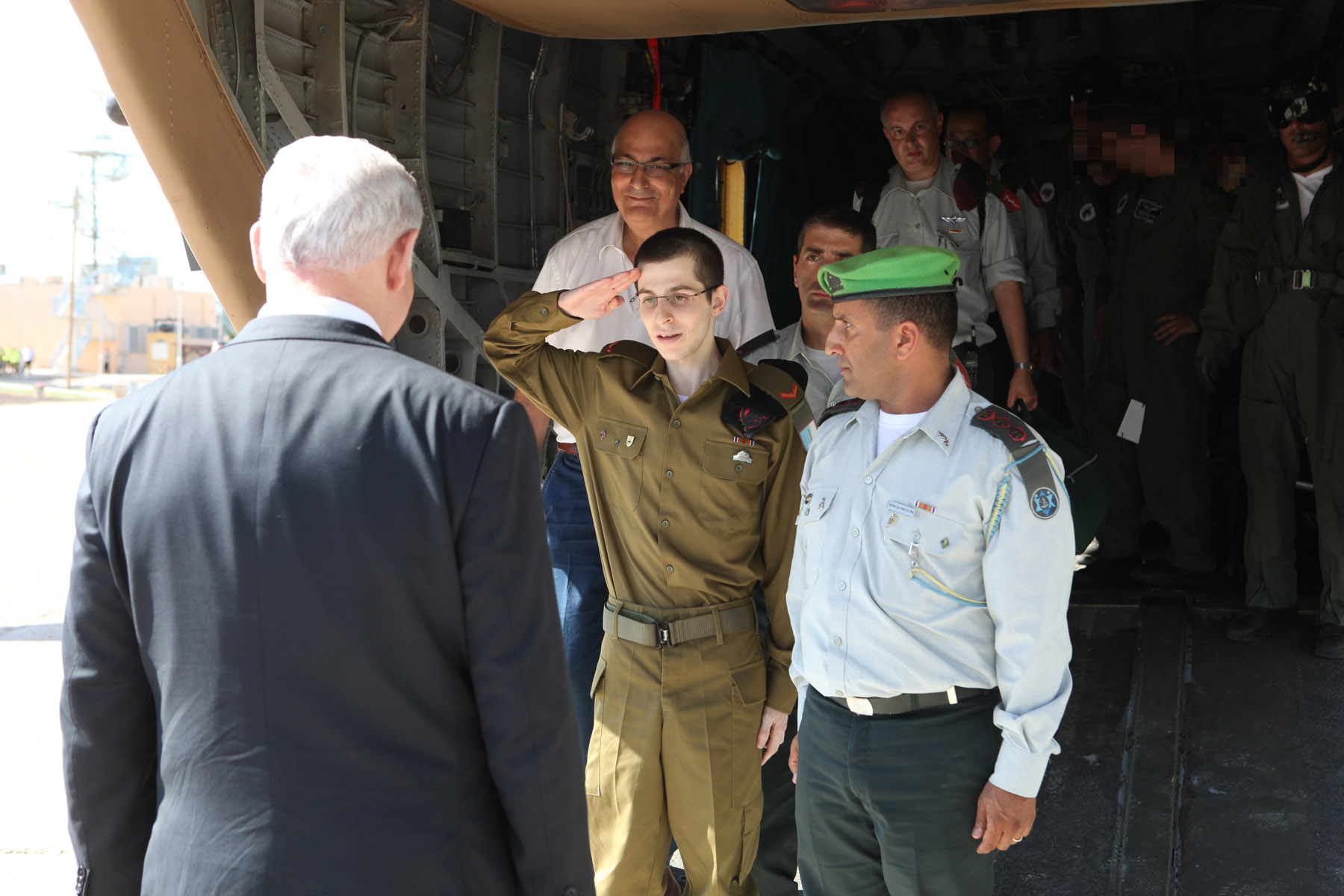
Бледный после плена, рав самаль Гилад Шалит приветствует премьер-министра Биньямина Нетаньяху, 18 октября 2011

На первом этапе, 18 октября 2011 года, Шалит был переправлен в Египет, и оставался там, пока не были освобождены 477 заключенных арабов, 279 из которых были приговорены как минимум к одному пожизненному заключению. Вслед за этим, Гилад Шалит был переправлен на КПП «„Керем Шалом“», где вступил на израильскую землю — впервые за пять лет, три месяца и 23 дня.
В результате сделки на свободу вышли террористы, убившие в общей сложности 599 израильтян. 110 террористов после освобождения были отправлены на Западный берег и в Восточный Иерусалим, где жили их семьи, 334 террориста были высланы в сектор Газа, несколько арабов-израильтян вернулись в свои дома. Остальные были высланы за пределы Израиля и ПНА.
Сотни палестинцев на Западном берегу реки Иордан размахивали флагами ХАМАСа и скандировали «Мы хотим нового Гилада Шалита». «Мы начали с Шалита, и он не последний. Палестинское сопротивление продолжит стратегию похищения израильских военных до полного освобождения всех палестинских заключенных»,— заявил Абу Муджахед, представитель группировки Комитеты народного сопротивления, участвовавшей в похищении Шалита.

### Террористы, освобождённые в рамках сделки
16 октября 2011 года израильские и палестинские СМИ опубликовали список заключённых, освобождаемых в обмен на похищенного солдата ЦАХАЛа Гилада Шалита.
Список включал в себя 477 имён террористов — в нём 450 мужчин, из которых 280 получили пожизненные заключения, и 27 женщин.
На втором этапе сделки Израиль обязался до декабря 2011 года освободить 550 заключённых по своему выбору. Их имена были опубликованы 14 декабря, а 18 декабря террористы были освобождены.
В числе тех, кто был освобождён в рамках сделки, террористы, приговорённые к 18, 19, 21, 23 и даже к 48 пожизненным заключениям.
В отличие от обычной процедуры помилования, «в рамках которой заключённые выходят раньше срока именно в результате полученного ими прощения», президент Израиля Шимон Перес в документе о помиловании отметил, что «не забывает их преступления и не прощает их».
В связи с освобождением террористов, осуждённых судом за массовое убийство израильтян, и контрастом между условиями заключения и их последствиями для здоровья Гилада Шалита и освобождённых террористов в израильских тюрьмах, ряд депутатов Кнессета и других общественных деятелей выступили с требованием о применении смертной казни и/или ужесточении условий содержания террористов, и об освобождении евреев, осуждённых Израилем за преступления, совершённые против арабов.
В день выполнения первого этапа «обменной сделки», несмотря на то что он был одной из сторон, её заключивших, ХАМАС присоединился к претензии Совета ООН по правам человека, представитель которого заявил, что «перемещение заключённых в Газу и за границу без их согласия можно считать трансфером, и намерен расследовать это „преступление“».

### После освобождения
Перед освобождением Шалита министерство обороны Израиля решило, что Шалит будет признан инвалидом сразу же после освобождения из плена. Шалит был капралом, когда попал в плен, и за время удержания в заложниках дважды был повышен в звании.
После освобождения Гилад Шалит вернулся в родительский дом в Мицпе-Хила. Его освобождение было в центре внимания в Израиле и за рубежом и привлекло множество средств массовой информации и зевак в Мицпе Хила. Из уважения к Шалиту, а также учитывая общественный резонанс по этому вопросу, многие израильские СМИ обязались в течение некоторого периода избегать интенсивного освещения событий, которое могло повредить частной жизни Шалита. Тем не менее, после освобождения интерес СМИ к Шалиту не угасал. Президент Израиля Шимон Перес, а также французский посол Кристоф Биго посетили Шалита в Мицпе Хила после его освобождения.
Во время реализации сделки по обмену пленными, стало понятно, что Гилад Шалит нуждается в операции. Во время интервью, которое он дал египетскому телеканалу, можно было увидеть, что его левая рука практически парализована. Гилад не мог пошевелить пальцами. Во время медицинского освидетельствования стало понятно, что ограниченная подвижность пальцев является результатом ранения. После возвращения из плена, 4 ноября 2011 года, Гилад Шалит в сопровождении родителей приехал в Хайфскую больницу «РАМБАМ». Под руководством профессора Шалома Штехеля хирурги извлекли 7 осколков из ладони Гилада. Операция проходила под местным обезболиванием.
10 декабря 2011 год Гилад Шалит выступил со своим первым публичным обращением, поблагодарив активистов, которые работали, добиваясь его освобождения из плена ХАМАСа. 

У меня нет ни малейшего сомнения, что именно ваша решительная и продолжительная борьба за мое освобождение — каждого в отдельности, насколько это было в его силах — постоянство и поддержка, оказанная вами моей семье на протяжении всего этого долгого пути, была решающим фактором, повлиявшим на решение вернуть меня домой.— Гилад Шалит
В январе 2012 года Ноам Шалит, отец Гилада, объявил о своем намерении баллотироваться в качестве кандидата от израильской Партии труда во время первичных выборов в Кнессет.
8 февраля 2012 года Президент Франции Николя Саркози принял в Елисейском дворце Гилада Шалита и его родителей, Ноама и Авиву. Пресс-служба посольства Франции в Израиле сообщила, что президент Саркози на встрече высоко оценил мужество, проявленное Шалитом в течение более чем пятилетнего заключения. Он также отметил упорство и решимость родителей Шалита, которым пришлось пережить нелёгкий период.
Гилад Шалит был приглашён в качестве гостя Мемфис Гриззлис на Матч всех звёзд НБА 2012 года. Там он встретился с Омри Касспи, который прокомментировал встречу: «Я давно мечтал об этом моменте!» (англ. I dreamed of this moment for a long time!).
В конце марта 2012 года Гилад Шалит демобилизовался из армии. Решение о демобилизации было принято отделом кадров ЦАХАЛ после консультаций в руководстве армии, в которых принимали участие военные врачи, наблюдавшие за состоянием Гилада Шалита после его освобождения из плена. Министерство обороны Израиля продолжит лечение Шалита и рассмотрит возможность присвоить ему статус инвалида ЦАХАЛ. Поводом для признания Шалита инвалидом могут стать последствия долгого пребывания в заложниках.
25 июня 2013 года, в годовщину похищения Шалита, ХАМАС опубликовал видео, в котором показаны похищенные палестинцами в последние 30 лет израильские солдаты, среди них и Гилад Шалит.
В феврале 2020 года Шалит обручился со своей девушкой Ницан Шаббат, с ней он встречался полтора года.
В июне 2021 года ХАМАС обнародовало новые видео с Шалитом, показывающие обстоятельства его пребывания в плену. На видео видно, как Шалит тренируется, бреется, завязывает шнурки и играет в мяч в своей камере.

## Местонахождение в плену
Место, в котором Шалита держали в плену, неизвестно. По словам израильского министра по защите тыла Матана Вильнаи, даже лидеры ХАМАС не знали точного местонахождения Шалита. Лишь небольшая группа боевиков знала, где удерживается Шалит, но большинство из них были убиты в ходе операций АОИ. По словам Вильнаи, «есть очень небольшая группа людей, которые держат Гилада Шалита и знают, где он, и многих из них уже нет с нами».
В июне 2007 года израильские СМИ со ссылкой на ХАМАС сообщили, что Шалит находится в заминированном подвале здания рядом с городом Рафиах в секторе Газа, и находится на попечении двух похитителей, которые хорошо к нему относятся. Помещение было описано как двухкомнатный подземный склад с количеством припасов, достаточным для двухнедельного проживания. В помещение можно было попасть по лестнице через 15-метровую шахту со взрывчаткой. В сообщении также говорилось о том, что похитители получают припасы и газетные вырезки каждые две недели, и что они получили приказ заботиться о Шалите.
В октябре 2009 года газета Asharq Al-Awsat сообщила, что высокопоставленный чиновник АОИ рассказал, что Израиль знал, где именно удерживали Шалита, и держал это место под постоянным наблюдением. Газета сообщила, что ХАМАС было известно об этом, и вследствие этого, в радиусе 400—500 метров местность была заминирована, и был отдан приказ убить Шалита, если Израиль попытается предпринять военную операцию по его спасению.
В июне 2011 года, кувейтская газета Al Jarida сообщила, что накануне ожидаемого окончательного соглашения Шалит был переведен в тайное и безопасное место в Египте. Газета цитирует источники, говоря, что Шалита сопровождали командиры ХАМАС Ахмед Джабари и Махмуд аз-Захар.
В декабре 2015 года ХАМАС опубликовал список пятерых боевиков, охранявших Шалита в плену. По утверждению ХАМАС, все они уже мертвы.

## Международное право
Международный Комитет Красного Креста (МККК) неоднократно просил у ХАМАС разрешения посетить Гилада Шалита, чтобы выяснить условия его содержания и лечения. ХАМАС отказал в удовлетворении этих запросов.
Представитель МККК отметил, что в соответствии с международным гуманитарным законодательством Шалит имеет право на регулярные и безусловные контакты со своей семьёй. 25 июня 2007 года израильская правозащитная организация Бецелем сделала заявление: «международное гуманитарное право категорически запрещает захват и удержание лица силой для того, чтобы заставить противника выполнить определённые требования, угрожая причинить вред или убить человека, если требования не будут выполнены». Таким образом, удержание Шалита в качестве заложника, является военным преступлением. Бецелем также отметила, что отказ в посещении Шалита представителями МККК также является нарушением международного права.
Израильская организация NGO Monitor сообщила, что похитители Шалита нарушили ряд положений третьей Женевской конвенции, например, право на гуманное обращение (ст. 13); право на знание места содержания военнопленных (ст. 23); и право на свободный доступ представителей Красного Креста (ст. 126).
Правозащитная организация Human Rights Watch (HRW) также заявила, что лидеры ХАМАС по законам и обычаям войны были обязаны разрешить Шалиту переписываться со своей семьёй, и отметила, что три письма и запись голоса не могут быть расценены как регулярная переписка. HRW также призывала разрешить посещения представителями МККК, и сказала, что длительное содержание Шалита под стражей было жестоким и бесчеловечным и являлось пыткой.
Миссия ООН по установлению фактов в связи с конфликтом в Газе под председательством Ричарда Голдстоуна в своём отчёте в сентябре 2009 года, призвала к освобождению Шалита.
В июне 2010 года, в четвертую годовщину похищения Шалита, Human Rights Watch выступила с заявлением, описывающим обращение ХАМАС с Шалитом, как «жестокое и бесчеловечное», а запрет контактов с семьёй или визитов Красного Креста — иллюстрирует данное ООН определение пыток и нарушает международные правила ведения войны.
12 октября 2011 года профессор Джеральд Штайнберг, президент организации «NGO Monitor», отметил, что в случае с Шалитом: 

Многие организации по правам человека, такие как ООН, Совет по правам человека, Human Rights Watch, Международная амнистия, Евро-средиземноморская сеть по правам человека, «Гиша», и Международный Красный Крест продемонстрировали очень небольшой интерес.Оригинальный текст (англ.)Throughout the five years of Shalit's captivity in Gaza, during which every human rights obligation was blatantly violated, organisations such as the UN Human Rights Council, Human Rights Watch, Amnesty International, Euro-Mediterranean Human Rights Network, Gisha and the International Red Cross demonstrated very little interest.— «NGO Monitor», «The Australian News»

## Мероприятия в поддержку Гилада Шалита

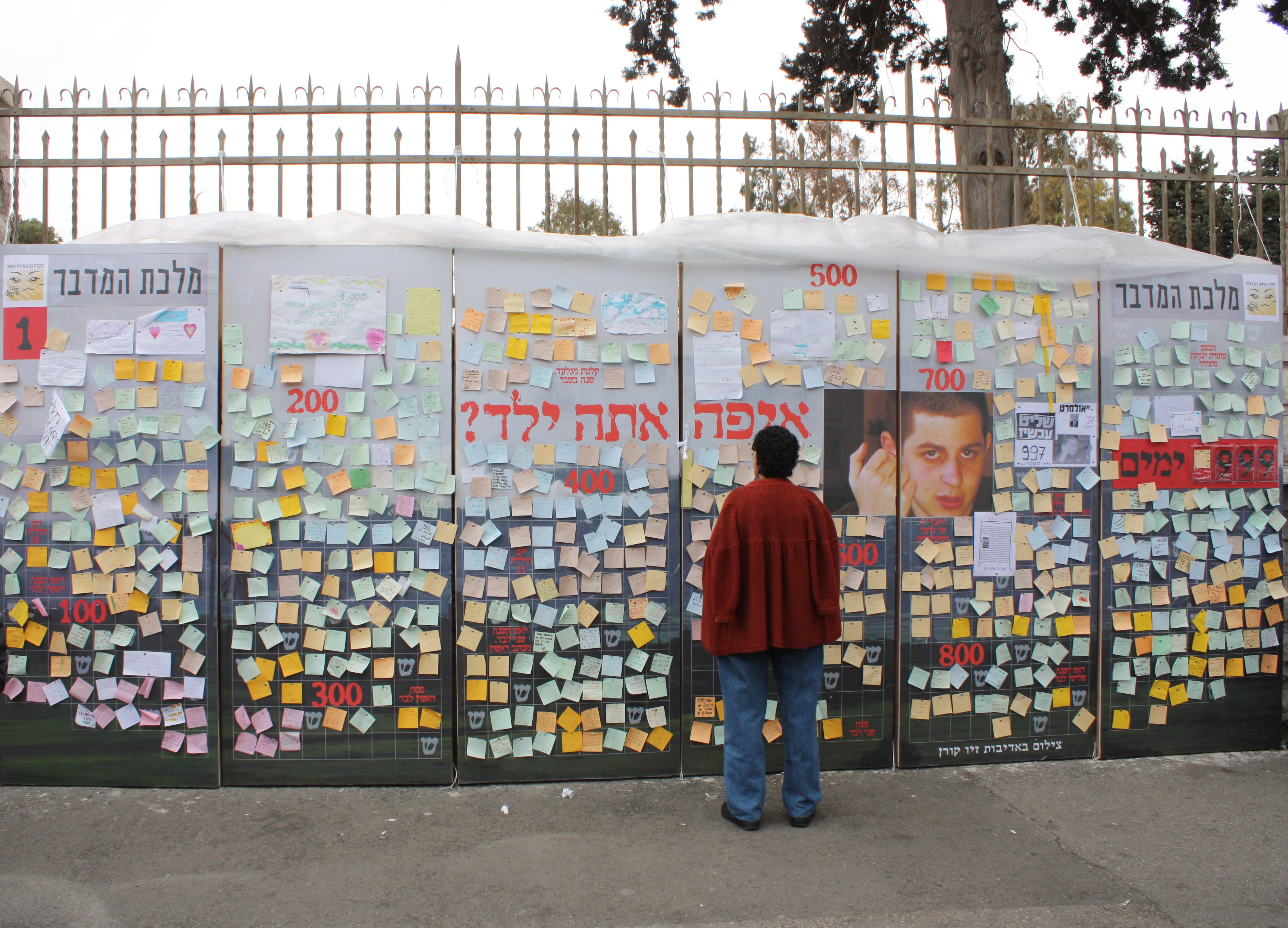
«Где ты, парень?» Записки в поддержку Гилада Шалита, Иерусалим

Начиная с июня 2010 года Сионистская федерация Великобритании и Ирландии, среди прочих организаций, проводила кампании, направленные на то, чтобы о Шалите и его похищении не забыли, настоятельно призывая членов федерации и сочувствующих лиц связываться с местными депутатами, а также с депутатами Европейского парламента, писать письма в газеты и семье Шалита со словами поддержки.

### Кампания в связи с пятилетием похищения (2011)
В феврале 2011 года посольство Израиля вместе с десятью другими общественными организациями организовало двухнедельную информационную кампанию о Гиладе Шалите. Ряд видных израильских, палестинских и международных организаций по правам человека в июне 2011 года опубликовали совместное заявление, призвав ХАМАС прекратить «незаконное» и «бесчеловечное» содержание Шалита. В числе этих организаций выступили: Международная амнистия, Бецелем, Bimkom, «Гиша», Human Rights Watch, Палестинский центр по правам человека, Врачи за права человека, Общественный комитет против пыток в Израиле, Раввины за права человека, Ассоциация за гражданские права в Израиле, Еш Дин; хотя Ной Поллак (ивр. Noah Pollak‎) в журнале Commentary отметил, что заявление не призывало к освобождению Шалита.
Акция протеста была также проведена в августе 2011 года неподалёку от офиса Биньямина Нетаньяху, чтобы подчеркнуть тот факт, что Шалит шестой раз встречает свой день рождения в плену. Кроме того, отец Гилада, Ноам, выступил на митинге в Тель-Авиве.

### Всемирный проект «Тегилим Гиладу Шалиту»
Всемирный проект «Тегилим Гиладу Шалиту» был создан с целью поддержки чтения Тегилим для Гилада Шалита. Задача состояла в том, чтобы весь Тегилим (псалтирь) каждый день был прочитан полностью.

## Реакция общественности и официальных лиц на «сделку Шалита»

### В Израиле

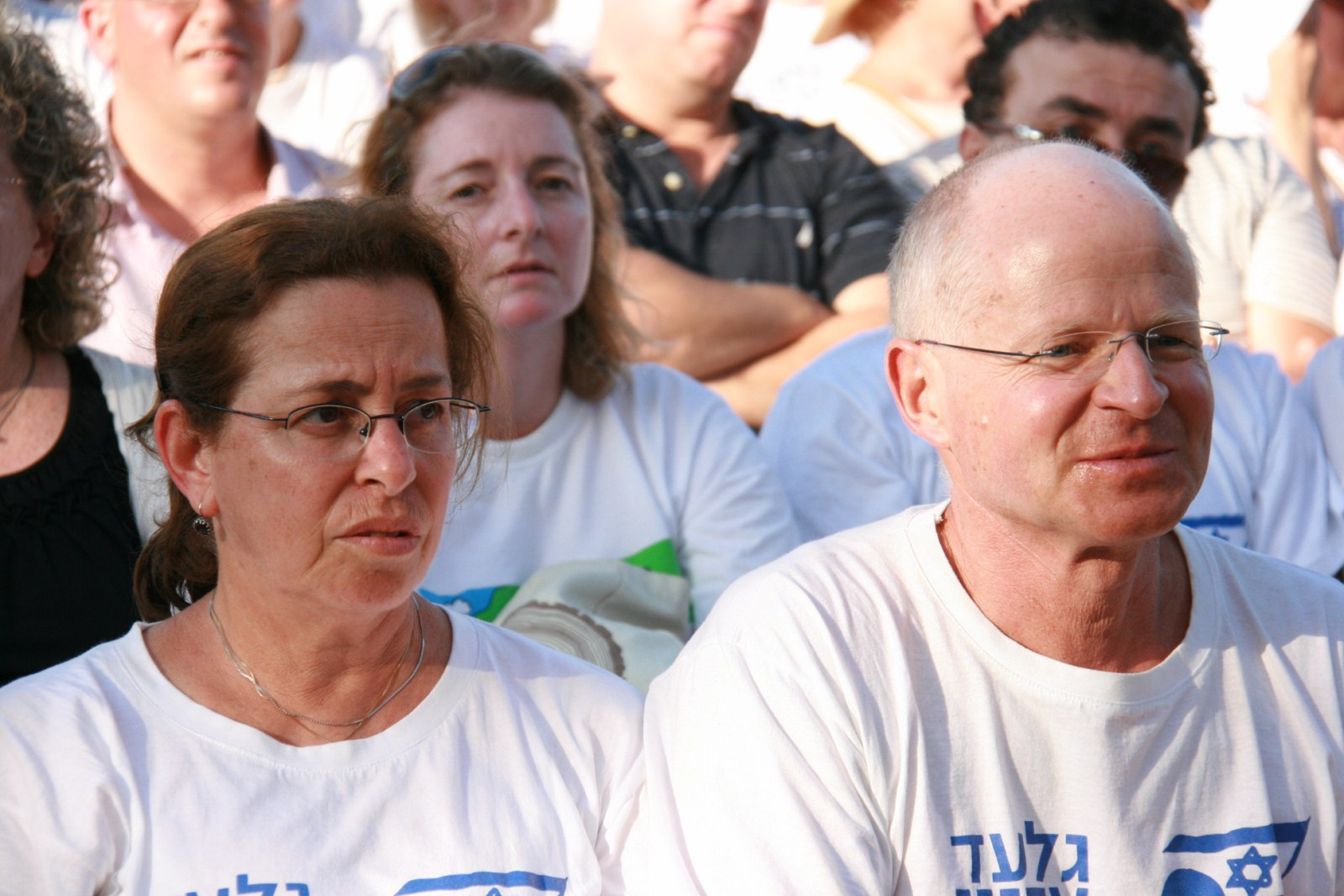
Родители Шалита

Израильское общество разделилось в вопросе переговоров об освобождении Шалита в обмен на большое число заключённых — террористов. В обществе сформировались два противоборствующих лагеря.
Один лагерь поддерживал освобождение Шалита на условиях ХАМАСа. По данным опроса института «Дахаф», 69 процентов израильтян были за такую сделку, несмотря на то, что она приведёт к освобождению сотен террористов и депортации некоторых из них за пределы территории Палестинской администрации или возвращение в сектор Газа.
Второй лагерь утверждал, что Шалит должен быть освобожден, но не на условиях ХАМАСа. Они сомневались в том, что освобождение террористов является правильным подходом в вопросе обеспечения защиты израильтян. По данным опроса института «Дахаф», 22 процента израильтян поддерживали это мнение.
По мнению Даниэля Бар-Таля, профессора политической психологии Тель-Авивского университета: 

«Здесь мы видим основную дилемму между индивидуальным и коллективным, и мы видим как друг другу противостоят две жертвы. Гилад Шалит — жертва, которая была жестоко похищена, что израильтяне не считают нормальным средством борьбы. Таким образом, одна сторона говорит, что он должен быть возвращен любой ценой. Но семьи погибших в результате терактов и люди, которые были ранены в результате этих нападений тоже являются жертвами, и они говорят, что убийцам нет прощения. И это действительно дилемма, потому что здесь нет ни правых, ни заблуждающихся»Оригинальный текст (англ.)Here we see the basic dilemmas between the individual and the collective, and we see victim pitted against victim. Gilad Shalit is a victim who was 'violently' kidnapped, in a way that Israelis do not consider to be a normative means of struggle. Therefore, one side says, he should be returned at any price. But the families of those killed in terrorist attacks and the people who were wounded in those attacks are victims, too, and they say that no price should be paid to the murderers. And it is truly a dilemma, because no side is right, and no side is wrong.
 Некоторые считают, что разногласия между израильтянами отражают раскол и изменения в израильском обществе. Адвокат Далия Габриели-Нур, преподаватель университета Бар-Илана, считала, что лагерь противников заключения сделки придерживается точки зрения коллективистского общества, в котором индивидуальность приносится в жертву на благо общества; лагерь поддержки освобождения террористов придал большое значение святости жизни, что символизирует переход к более частному обществу.

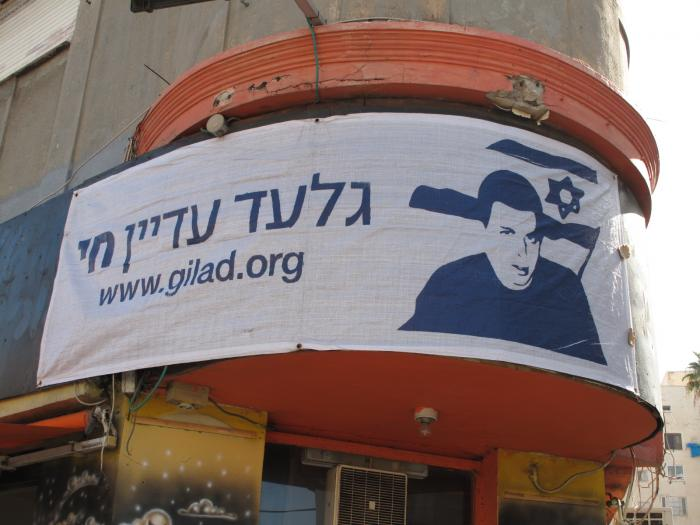
Гилад жив!, Февраль 2009

Ноам Шалит, отец Гилада Шалита, призвал ООН принять все возможные меры по реализации выводов отчета Голдстоуна. Отчет Голдстоуна потребовал немедленного освобождения Гилада Шалита и, пока Шалит находится в плену, обеспечить к нему доступ представителей Международного Комитета Красного Креста.
Вечером 28 августа 2009 года, в 23-й день рождения Шалита, тысячи человек приняли участие в молитве за Гилада у Стены плача, а десятки активистов устроили акцию протеста перед штаб-квартирой Министерства обороны в Тель-Авиве, выступая с критикой министра обороны Эхуда Барака и начальника штаба ЦАХАЛа Габи Ашкенази.
Еврейские силы интернет-обороны в августе 2009 года организовали компанию в поддержку Шалита в социальной сети Twitter. Пользователи Twitter подняли имя Шалита на второе место в топе дня в его 23-й день рождения. Сообщения в поддержку Шалита варьировались от требований «Свободу Шалиту» до требований о международном контроле дела.

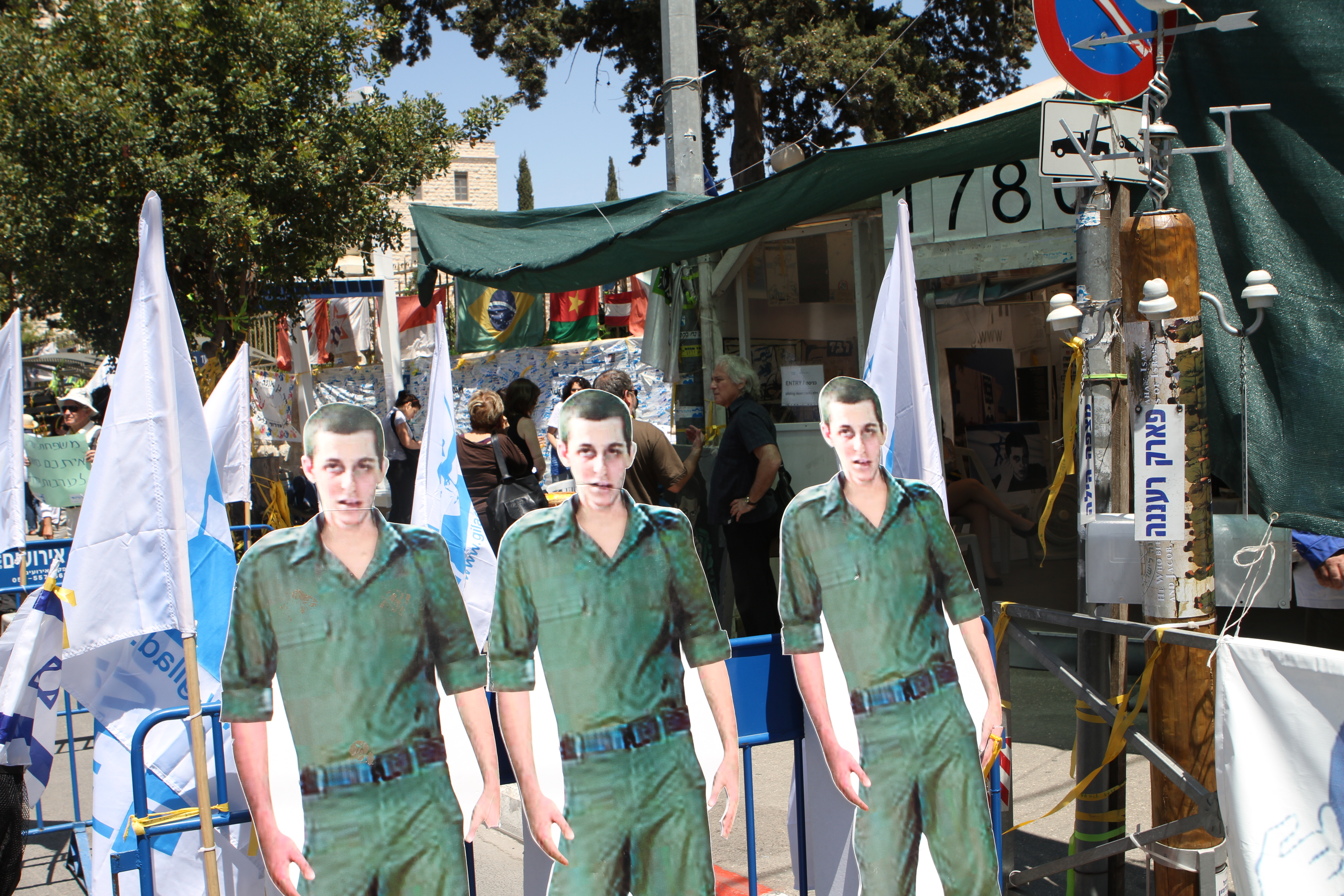
Палатка протестующих за освобождение Шалита в Иерусалиме

В течение 2009 года произошло несколько случаев, когда лидеры кампании по освобождению Шалита проводили демонстрации около тюрем, в которых содержались палестинские заключенные, препятствуя их посещению родственниками. Одна из таких демонстраций на КПП Эрез на границе сектора Газа заблокировала прохождение продовольствия и медикаментов для сектора Газа. Израиль утверждал, что не ослабит блокаду Газы, пока Шалит будет освобожден.
Достаточно долго дело похищенного солдата было очень эмоциональным вопросом в Израиле, с множеством слёз участников митингов в дни его рождения и частыми выступлениями его отца в СМИ. Выражая поддержку, один из центральных каналов израильского телевидения заканчивал свой ежедневный выпуск новостей счётчиком, подсчитывающим сколько дней солдат был в плену. Однако в последующем израильские противники сделки по обмену начали выступать с предупреждениями о том, что освобождение главарей палестинских боевиков может привести к гибели многих израильтян при новых нападениях, а также повысит мотивацию к похищению солдат в будущем. Израильский аналитик Дан Шифтан назвал возможную сделку по обмену «величайшей победой для терроризма, которую Израиль только мог сделать возможной» (англ. «the greatest significant victory for terrorism that Israel has made possible.»).
Сайт NEWSru.co.il, проведя опрос более 7000 русскоязычных читателей и сравнивая его с опросом, проведённым институтом «Дахаф» на выборке из 500 израильтян, пришёл к выводу о принципиальной разнице позиций «среднего» и «русского» израильтянина: в то время, как 79 % респондентов института «Дахаф» выразили поддержку сделке, среди русскоязычной аудитории сайта 55 % выступили против неё.
В январе 2012 года в Кнессете состоялась конференция на тему «Освобождение заложников и выкуп пленных» с участием отца Гилада, Ноама Шалита. В ходе конференции также были высказаны диаметрально противоположные мнения по решению проблемы. Ноам Шалит подверг критике планируемый законопроект Зеэва Элькина и Ури Ариэля, предусматривающий следующий регламент обмена: «один террорист взамен на одного заложника или пленного». Депутат Кнессета Арье Эльдад считал верным другое решение:

Надо было опубликовать список всех лидеров террористических банд, содержащихся в израильских тюрьмах, и заявить: каждый день, проведенный Гиладом Шалитом в плену будет стоить жизни одному из этого списка. Похищение Гилада стало бы последним похищением израильтянина террористами.— 
В январе 2012 года Кнессетом был принят закон, согласно которому, в случае возобновления террористической деятельности, ранее освобождённый террорист продолжит отбывать предыдущий срок заключения.

### Реакция в Палестинской национальной администрации и израильских арабов
В Газе операцию по обмену Шалита на заключённых считают победой ХАМАС.
14 октября 2011 года Абу Муджахед, официальный представитель Комитетов народного сопротивления, в интервью РИА Новости заявил, что похищение Шалита не станет последним, так как «похищение вражеских солдат стало стратегией для группировок палестинского сопротивления». 

Мы начали с Шалита, и он не последний, у нас есть ещё планы на будущее. (Палестинское) сопротивление продолжит свою стратегию похищения израильских военных до полного освобождения всех палестинских заключённых, и, прежде всего, наших лидеров Марвана аль-Баргути, Ахмеда Саадата, Абдаллы аль-Баргути и других.— Абу Муджахед
18 октября 2011 года, в день проведения первого этапа обмена, для встречи амнистированных палестинцев в Газе собрались до 200 тысяч человек. Они праздновали освобождение заключённых. Глава правительства ХАМАС в отставке, Исмаил Хания, заявил, что ХАМАС выплатит по 2 тысячи долларов семьям каждого из более чем тысячи палестинских заключенных, освобождённых в ходе сделки по обмену на Гилада Шалита. Руководство ХАМАС объявило трехдневные торжества в Газе. В тот же день в секторе Газа прошла демонстрация по случаю освобождения палестинских заключённых. Многие из освобождённых выступили с речами на митинге, организованном в их честь. На митинг собрались несколько десятков тысяч человек. Толпа, собравшаяся в Газе, призывала террористов похищать новых солдат, чтобы заставить Израиль выпустить всех палестинских заключённых. Одновременно в Рамалле прошла демонстрация, организованная Палестинской национальной администрацией. Перед собравшимися выступил председатель ПНА Махмуд Аббас. Он сообщил, что израильские власти пообещали ему освободить в ближайшем будущем заключённых, не попавших в список, утверждённый на переговорах с ХАМАС.
Лидер ХАМАС Исмаил Ханийя назвал осуществлённую сделку «стратегическим поворотом в конфликте с сионистским врагом» и «посланием о единстве палестинского народа». «Сделку Шалита» Ханийя назвал «моделью новых палестинских переговоров», дав понять, что ХАМАС продолжит попытки захвата новых израильских заложников. Яхья ас-Синуар, один из лидеров ХАМАС, отбывавший четыре пожизненных заключения, заявил о необходимости продолжить работу над захватами израильских солдат с тем, чтобы освободить из израильских тюрем всех палестинцев.

Мучительно видеть горе и страдания заключённых, которые не были освобождены. ХАМАС продолжит активно работать с тем, чтобы полностью закрыть вопрос о палестинских заключённых— Яхья ас-Синуар
 Он также отметил, что данная сделка доказывает наличие потенциала для освобождения всех палестинских заключённых. Реализовать этот потенциал он призвал лидеров всех фракций и, в частности, командование «Бригад Изаддина аль-Касама» (боевого крыла ХАМАС). Он выразил уверенность в том, что в скором будущем «батальоны» различных палестинских фракций «встретятся во дворе мечети Аль-Акса» (на Храмовой горе Иерусалима). Позже он дал интервью изданию «Аш-Шарк аль-Аусат», в котором поблагодарил ХАМАС «за неусыпную заботу о палестинских заключённых» и подчеркнул, что немедленно вернётся к террористической деятельности. Он сказал: «Я был воином до плена, во время плена и остаюсь им после плена».

19 октября 2011 года глава ХАМАС, Халед Машаль, обратился с речью к освобождённым палестинцам и своим сторонникам:

Господь благословляет вас! Вы — гордость Палестины! Вы пленники, которые вышли на свободу, и ваша свобода стала возможной благодаря божьей помощи. Вы и есть Палестина, вы честь и гордость Палестины! И те, чьи пальцы остаются на курках, помните, что вы тоже являетесь гордостью Палестины и с помощью вашей борьбы Палестина станет свободной.— Халед Машаль
Кроме того, он назвал обмен «стратегической победой» и призвал все политические силы Палестины, в том числе ФАТХ, к объединению и согласию. Халед Машаль дал понять, что сделка была заключена на наилучших из возможных для палестинской стороны условиях. Он выразил надежду, что данная сделка будет способствовать внутрипалестинскому примирению. Халед Машаль так же, как и Исмаил Ханийя, заявил, что недалек тот день, когда все палестинские заключённые выйдут на свободу.
Во время торжественной встречи в секторе Газа, организованной для бывших узников израильских тюрем, бывшая заключённая Вафа аль-Биз заявила, что мечтает осуществить свою детскую мечту и стать шахидкой, убив как можно больше израильских солдат. Она также сказала, что будет искать любую возможность, чтобы совершить террористический акт, став смертницей-шахидкой. Женщина обратилась к собравшимся палестинским школьникам, с призывом следовать её примеру.
21 октября 2011 года десятки израильских арабов провели демонстрацию возле тюрьмы «Ха-Шарон» с призывом к террористическим организациям продолжить похищения солдат и добиваться освобождения остальных террористов, оставшихся в израильских тюрьмах.
Заместитель главы политбюро ХАМАС Муса Абу Марзук в интервью арабским СМИ заявил, что «ХАМАС потерял главный козырь в противостоянии с сионистами, который более важен, чем свобода видных террористов».

### Арабские страны, Ближний Восток
Арабские и иранские СМИ называют ХАМАС «героем» и «победителем» в связи с заключением сделки об обмене Гилада Шалита на палестинских заключённых.
Генеральный секретарь Лиги арабских государств (ЛАГ) Набиль аль-Араби призвал израильское руководство отпустить на свободу всех палестинских заключённых.

Некоторые заключённые провели в тюрьме более 30 лет в сложных нечеловеческих условиях, кто-то остаётся за решёткой без решения суда. Всё это — бесспорные нарушения международного гуманитарного права.— Набиль аль-Араби
Член монаршей семьи Саудовской Аравии принц Халид ибн Талал Аль Сауд пообещал увеличить вознаграждение любому, кто сможет похитить израильского военнослужащего и обменять его на палестинских заключённых.

Вознаграждение тому, кто пленит израильского военнослужащего, будет увеличено со ста тысяч долларов, ранее предложенных духовным лидером Саудовской Аравии Авадом аль-Карни. Я присоединяюсь к этому предложению, прибавляя к нему ещё 900 тысяч долларов.— Халед ибн Таляль
 Он добавил, что данное решение связано с рядом угроз в адрес исламского духовного лидера Авада аль-Карни, ранее пообещавшего вознаграждение за поимку любого израильского военнослужащего.

### Соединённые Штаты Америки
США категорически возражали против освобождения Израилем некоторых заключённых. В частности, спикер Государственного департамента США Марк Тонер заявил, что:

Вашингтон принципиально возражает против освобождения террористов, совершивших диверсии в отношении американских граждан… решение об освобождении заключённых — это прерогатива правительства Израиля. В Госдепе не могут предположить, какими будут последствия этой сделки.
В свою очередь, президент США Барак Обама выразил надежду на то, что сделка и «образовавшееся после неё доверие» приведут к прогрессу в переговорах между Израилем и палестинцами. Слова президента поддержала госсекретарь США Хиллари Клинтон.

### Европейские страны
Председатель Европарламента Ежи Бузек приветствовал освобождение Гилада Шалита:

История Гилада является свидетельством того, что мы не должны терять веру в достижение примирения (палестино-израильского), даже если это требует некоторых трудных компромиссов и переговоров.— Ежи Бузек
Канцлер Германии Ангела Меркель также приветствовала освобождение Гилада Шалита и поблагодарила всех, кто участвовал в его спасении. Особо она поблагодарила правительство Египта, которое в последние месяцы сделало «решающий вклад в освобождение военнослужащего». Она сказала: «Теперь, спустя более чем пять лет плена, он, наконец, может вернуться к своей семье и друзьям». Канцлер пожелала Шалиту скорейшей реабилитации после всего пережитого. Меркель надеется на то, что благодаря успешному сотрудничеству Израиля и Египта напряжение в отношениях двух стран, возникшее в последнее время, спадёт и уступит место добрососедским отношениям.

### Россия
19 октября 2011 года было опубликовано заявление В. В. Жириновского по поводу сделки по обмену Гилада Шалита на палестинских заключённых. По мнению Жириновского, происходящее может свидетельствовать о намерении Израиля обострить обстановку. 

Обмен террористов на израильского капрала сейчас главное международное событие, которое воспримется как провокация, хитрая уловка. Вроде бы правильно, благородный акт — вернуть своего военнослужащего, но если из-за этого выпускается тысяча с лишним террористов, значит, они готовятся к войне. С тем, чтобы эти террористы отомстили — ведь они пребывали в заключении 10, 15, 20 лет… В целом, ситуация нестабильная. Возможно обострение обстановки на Ближнем Востоке, провокация в отношении Ирана. Будем к этому готовы.— В. В. Жириновский

## Гилад Шалит в искусстве и народном творчестве
Накануне освобождения Гилада, поэт и композитор Гай Букати написал песню, которая называется «Сейчас, когда ты здесь».
Первым её исполнил известный израильский певец Арик Айнштейн.
«Для Гилада» пели Дана Бергер и Итай Перл («Вот я и дома»), Мири Месика и Шломи Шабан («Праздничный вечер»). Шломи Шабат, Эяль Голан и целая группа певцов, записали песню «День за днем». Сарит Хадад, Шломи Шабат, Авив Гефен и Рами Кляйнштейн выпустили в честь Гилада специальный видеоклип под названием «Колыбельная». Также сочинил песню, посвящённую Гиладу Шалиту, и Аркадий Духин.
Песня Авива Гефена «Наше общее дитя» в течение всех лет нахождения Гилада в плену звучала ежедневно в одно и то же время на армейском радио «Галей Цахаль».
Факт обмена одного заложника на очень большое число заключённых стал предметом не только политических дискуссий, но и анекдотов, подчёркивающих несоизмеримость объектов сделки по обмену, например:

- 1 килограмм = 1000 граммов
- 1 килобайт = 1024 байта
- 1 еврей = 1027 арабов

### Мнения
- Сделка Шалита, обсуждение экспертов в передаче «Открытая студия» 5-го канала ТВ
- Эдмонд Левин. Гилад Шалит заложник Вашингтона и Рамаллы. Mishmar.Info (25 марта 2009). Дата обращения: 9 апреля 2012. Архивировано из оригинала 20 октября 2012 года.
- Бен Каспит. Ложный миф о Гиладе Шалите: готов ли Израиль встать на колени перед террористами? Маарив (4 сентября 2009). Дата обращения: 9 апреля 2012.
- Ури Авнери. ИСТОРИЯ ИЗМЕНЫ. Гуш Шалом (3 октября 2009). Дата обращения: 9 апреля 2012. Архивировано 15 мая 2012 года.
- Как освободить Гилада Шалита. mnenia.zahav.ru (26 июня 2007). Архивировано 26 июня 2007 года.
- Израильтяне отказываются освобождать террористов, если Гилад Шалит мертв. cursorinfo (29 августа 2009). Дата обращения: 10 апреля 2012.
- Четыре года плена. Пути освобождения Гилада Шалита. Итоги опроса NEWSru.co.il. newsru.co.il (25 июня 2010). Дата обращения: 10 апреля 2012.
- Командиры резервистских рот против «любой цены» за освобождение Шалита. newsru.co.il (27 июля 2010). Дата обращения: 10 апреля 2012.
- Солдаты против сделки. Седьмой канал (15 октября 2011). Дата обращения: 10 апреля 2012. Архивировано из оригинала 15 мая 2012 года.
- Ицхак Ройтман. «Парад гордости» Гилада Ш(а)лита. Каббала Live (16 октября 2011). Дата обращения: 10 апреля 2012. Архивировано 15 мая 2012 года.
- Jewish News One: Сделка по Шалиту вызвала бурю в социальных сетях (англ.). mignews (16 октября 2011). Дата обращения: 10 апреля 2012.
- Сделка Шалита – это грустный день для ЦАХАЛа. cursorinfo (16 октября 2011). Дата обращения: 10 апреля 2012.
- Ирина Петрова. Обмен: горькие уроки. mignews (16 октября 2011). Дата обращения: 10 апреля 2012.
- Рами Игра: «Сделка Шалита равносильна освобождению Эйхмана» (ИНТЕРВЬЮ). cursorinfo (16 октября 2011). Дата обращения: 10 апреля 2012.
- «Это лучшая сделка в нынешних условиях»: полный текст выступления Нетаниягу. newsru.co.il (8 октября 2011). Дата обращения: 10 апреля 2012.
- Аналитики критикуют сделку Шалита. cursorinfo (18 октября 2011). Дата обращения: 10 апреля 2012.
- Александр Риман. «Душа за душу», или «Сделка Шалита» с точки зрения законов и обычаев иудаизма. — статья на сайте Zman.com (14 октября 2011).
- 79 процентов опрошенных: Нетаниягу уступил давлению СМИ. — статья на сайте Zman.com (17 октября 2011).
- Катя Бородулина. Драма в суде: БАГАЦ обсуждает «сделку Шалита». — статья на сайте Zman.com (17 октября 2011).
- Бен-Дрор Ямини[англ.]. «Сделка Шалита» - следствие постоянной заботы о «правах палестинского народа» // «Сбой системы» (Маарив). — статья на сайте Zman.com (17 октября 2011).
- Евгений Эрлих. Операция «Спасти Шалита»: раскол и единство израильского народа. — статья на сайте Zman.com (17 октября 2011).
- Предложение: 100 000 долларов за месть убийцам. — статья на сайте Zman.com (18 октября 2011).
- Госдепартамент США был против освобождения некоторых заключенных террористов. — статья на сайте Zman.com (18 октября 2011).
- Глава Ассоциация родственников жертв террора «Альмагор»[ивр.]. Хватит праздновать, надо готовиться к новой войне. — статья на сайте Zman.com (18 октября 2011).
- Опрос на Первом канале: у израильтян голова и сердце не в ладу. — статья на сайте Zman.com (19 октября 2011).
- Анна Данилова. Сделка Шалита: этическая дилемма и еврейский выбор. — статья на сайте Zman.com (21 октября 2011).
- Резервисты ЦАХАЛа готовы погибнуть в плену, но не быть обменёнными на террористов. — статья на сайте Zman.com (23 октября 2011).
- Ханин В. (Зеэв). Политические аспекты сделки по освобождению Гилада Шалита: мнения израильских экспертов. iimes.ru (24 октября 2011). Дата обращения: 1 декабря 2012. Архивировано 1 декабря 2012 года.
- Призывники ЦАХАЛа поддерживают обращение резервистов не менять 1000 террористов на одного солдата. — статья на сайте Zman.com (25 октября 2011).
- Кальман Либскинд[ивр.]. Ответственность за грядущие теракты будут нести израильские журналисты. Маарив (26 октября 2011). Дата обращения: 10 апреля 2012.
- Конгрессмены США: террористов, обменённых на Шалита – в «черный список». newsru.co.il (30 октября 2011). Дата обращения: 10 апреля 2012.
- Комбаты: Шалит – не герой, герои сражаются, а не сидят в плену. newsru.co.il (1 ноября 2011). Дата обращения: 10 апреля 2012.
- Меир Даган. Я не считаю Гилада Шалита героем. cursorinfo (2 ноября 2011). Дата обращения: 10 апреля 2012.